# Гробница Александра Македонского

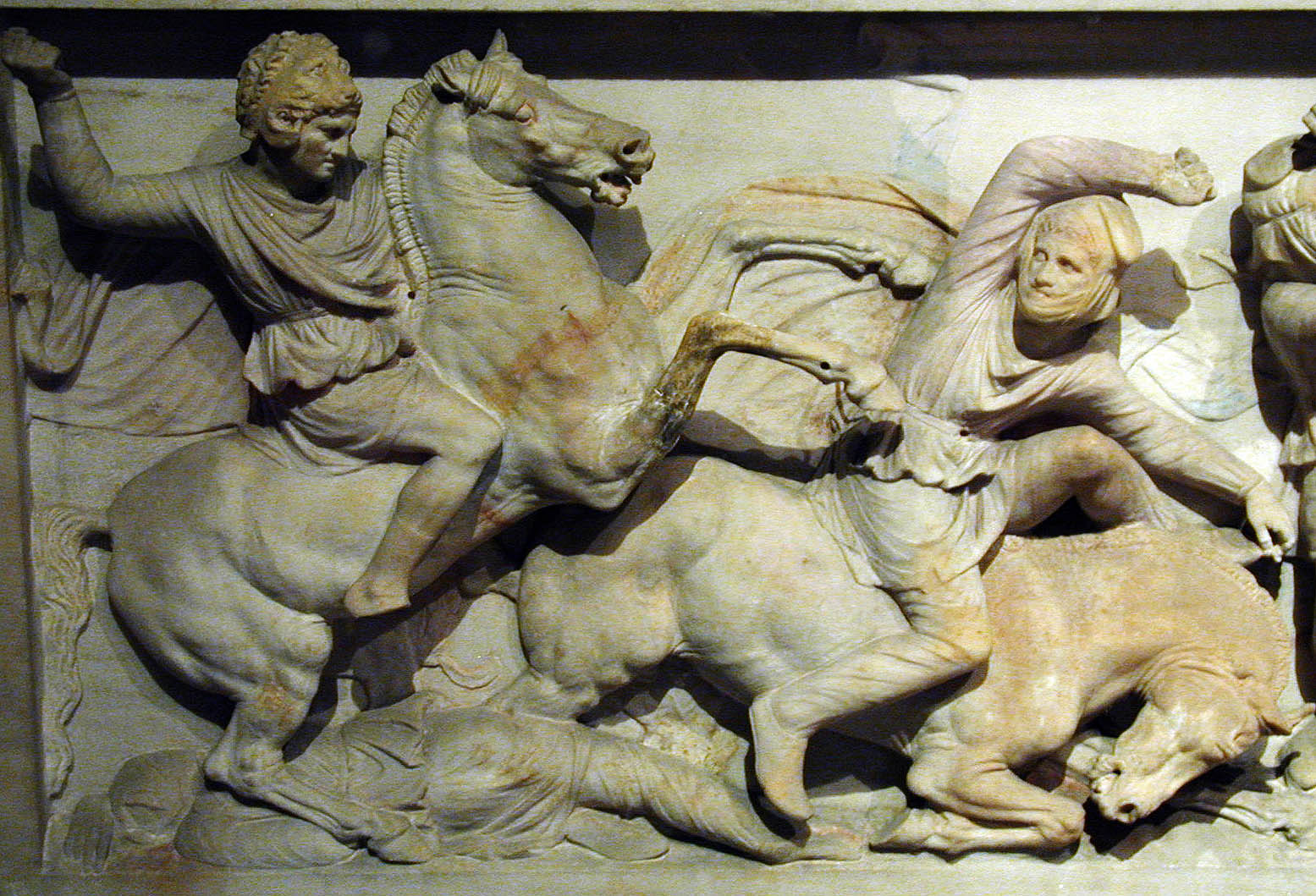
Предполагаемое изображение Александра на Сидонском саркофаге из Сидона, когда-то считавшийся саркофагом Абдалонима, теперь считается саркофагом Мазея, персидского сатрапа Вавилона.

Гробница Александра Македонского была воздвигнута в самом конце IV века до н. э. По одной из наиболее распространенных версий, после его смерти в 323 году до н. э. тело полководца положили в золотой гроб и наполнили его мёдом. Местонахождение гробницы Александра Македонского является одной из самых больших тайн в истории человечества. Вскоре после смерти Александра в Вавилоне обладание его телом стало предметом переговоров между Пердиккой, Птолемеем I Сотером и Селевком I Никатором. По словам историка Николаса Сондерса, в то время как Вавилон был «очевидным местом» для упокоения Александра, некоторые выступали за погребение правителя в Аргеадской усыпальнице в Македонии, современная Вергина. Вергина или Эгея, как она в то время называлась, была одним из двух первоначально предложенных мест захоронения, согласно Сондерсу, другим был оазис Сива, и в 321 году до н. э. Пердикка, по-видимому, выбрал Эгею. Тело, однако, было похищено по пути Птолемеем I Сотером. Согласно Павсанию и записям паросской хроники писавшейся в тот момент за 321–320 годы до н. э., Птолемей первоначально похоронил Александра в Мемфисе. В конце IV-го или начале III-го века до нашей эры, во времена ранней династии Птолемеев, тело Александра было перенесено из Мемфиса в египетскую столицу Александрию, где гроб вместе с телом находились до конца периода античности, после чего пропали.
На обычай обмазывать мёдом мертвых в Вавилоне указывает еще Геродот: «Покойников вавилоняне погребают в меду, и похоронные обряды у них одинаковые с египетскими».
Считается, что гробницу Александра посещали знаменитые римляне Гней Помпей Великий, Гай Юлий Цезарь, Октавиан Август, Калигула и Каракалла. Раскопки мраморной усыпальницы рядом с древним Амфиполем дают основания считать, что усыпальница могла строиться для тела Александра.
К тому же, существует так называемый Саркофаг Александра, который на самом деле является саркофагом сидонского царя Абдалонима. Своё условное название он получил благодаря изображению на одном из фризов конного воина, который сражается с персами в так называемом «львином шлеме», в котором видят Александра Македонского.

## Предыстория
Согласно Квинту Курцию Руфу, Марку Юстину и биографу Александра Македонского Псевдо-Каллисфену, Александр незадолго до своей смерти попросил, чтобы его похоронили в Египте, в оазисе Сива, где жрецы древнего храма провозгласили его сыном Амона. Александр, который просил, чтобы его называли и воспринимали как сына Зевса Аммона, не хотел быть похороненным рядом со своим реальным отцом в Эгее. Пердикка обещал Александру сделать это, но затем решил отвезти тело царя в Македонию. Тело Александра было помещено в гроб из «чеканного золота», согласно Диодору, который был «приспособлен к телу». Гроб также упоминается Страбоном и Курцием Руфом (впоследствии, в 89–90 годах до н. э., золотой гроб был переплавлен и заменён на стеклянный или хрустальный).
Желание Александра быть похороненным в Сиве не было исполнено. В 321 году до нашей эры, на обратном пути в Македонию, погребальная повозка с телом Александра была захвачена в Сирии в Дамаске одним из полководцев Александра, Птолемеем I Сотером. В конце 322 или начале 321 года до н. э. Птолемей перевёз тело в Египет, где оно было похоронено в Мемфисе. В то время как Птолемей завладел телом Александра, у Пердикки и Эвмена были доспехи Александра, диадема и царский скипетр. В Мемфисе тело Александра, скорее всего, находилось в храме Серапейон.
Согласно Плутарху, посетившему Александрию, Пифон Катанский и Селевк были посланы в серапеум, чтобы спросить оракула, следует ли отправить тело Александра в Александрию, и оракул ответил положительно. В конце IV-го или начале III-го века до н. э. тело Александра было перенесено из Мемфисской гробницы в Александрию для перезахоронения, согласно Павсанию, Птолемеем II Филадельфом. Позже Птолемей IV Филопатор поместил тело Александра в общий мавзолей Александрии. Мавзолей назывался Сома или Сема, что в переводе с греческого означает «тело». Изображение на римской лампе в Национальном музее Познани и других музеях как Британский музей и Эрмитаж интерпретируется некоторыми учёными как изображение Александрии с мавзолеем Сомы, изображенным в виде здания с пирамидальной крышей. К 274 году до нашей эры Александр уже был погребён в Александрии. Гробница Александра стала центром массового паломничества людей.

## Исторические свидетельства

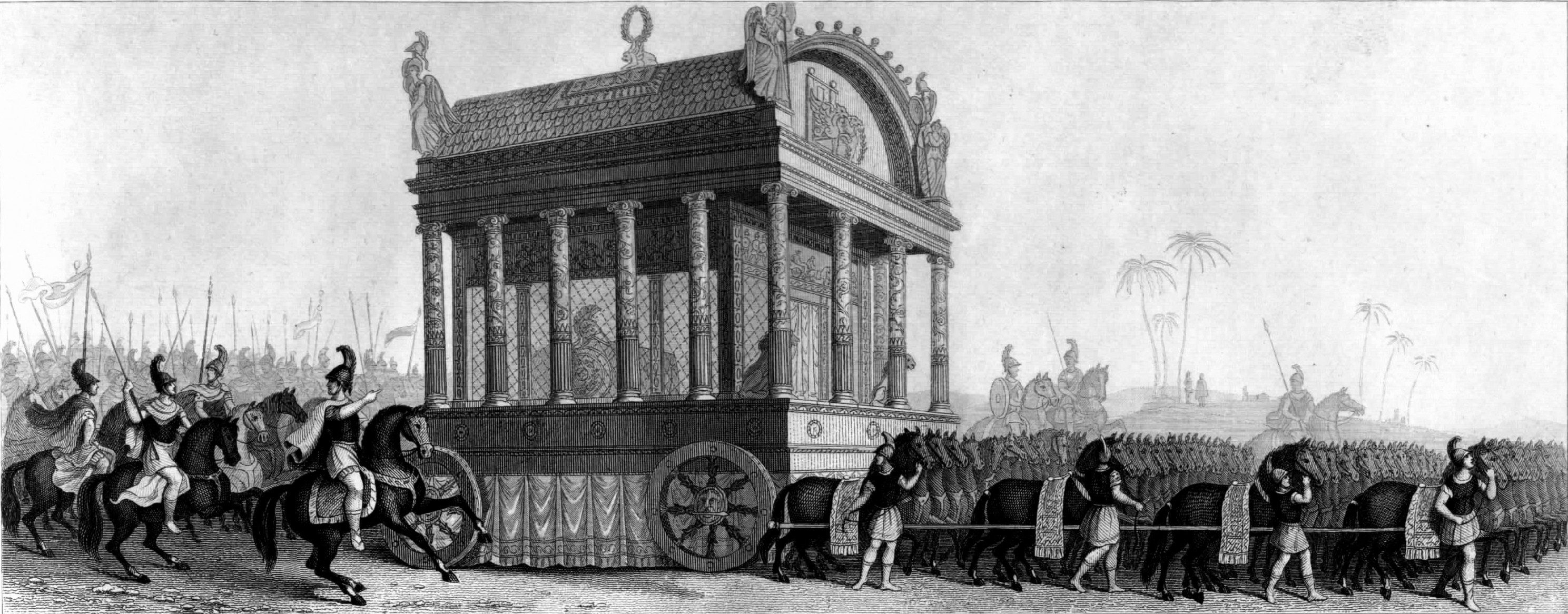
Реконструкция катафалка Александра по описанию Диодора

В 48 году до н. э. могилу Александра посетил Гай Юлий Цезарь. Римский император Октавиан Август, когда захватил Александрию, «осмотрел тело Александра Великого, гроб которого вынесли из святилища: в знак преклонения он возложил на него золотой венец и осыпал тело цветами», пишет Светоний. Согласно Диону Кассию, Октавиан неловким движением отломил нос у мумии. Тело лежало к тому времени в стеклянном саркофаге, а мавзолей находился на центральной площади. По словам Светония, у могилы Александра побывал и Калигула, который собственноручно снял с Александра нагрудник, а потом сам носил его. В 199 году н. э. гробница Александра была запечатана по приказу императора Септимия Севера во время его визита в Александрию. Каракалла, посетивший Александрию в 215 году, возложил свою тунику и кольцо на усыпальницу великого завоевателя.
Когда Иоанн Златоуст посетил Александрию в 400 году н. э., он попросил показать гробницу Александра и заметил: «Его гробницу не знает даже его собственный народ». Более поздние авторы, такие как Ибн Абду-ль-Хакам (IX век) и Аль-Масуди (X век), сообщают, что видели гробницу Александра лично. Лев Африканский, посетивший Александрию в начале XVI столетия, в годы своей молодости, писал: «Среди развалин Александрии до сих пор сохранилось небольшое сооружение, построенное наподобие часовни, достойное внимания из-за замечательной гробницы, высоко почитаемой магометанами; в этой гробнице, утверждают они, хранится тело Александра Македонского… Огромные толпы паломников приезжают туда, даже из дальних стран, ради лицезрения и поклонения гробнице, на которую они также часто жертвуют значительные суммы денег». Англичанину Джорджу Сэндису, посетившему Александрию в 1611 году, как сообщается, ещё показывали там гробницу, почитаемую как место упокоения Александра.

## Настоящее местонахождение

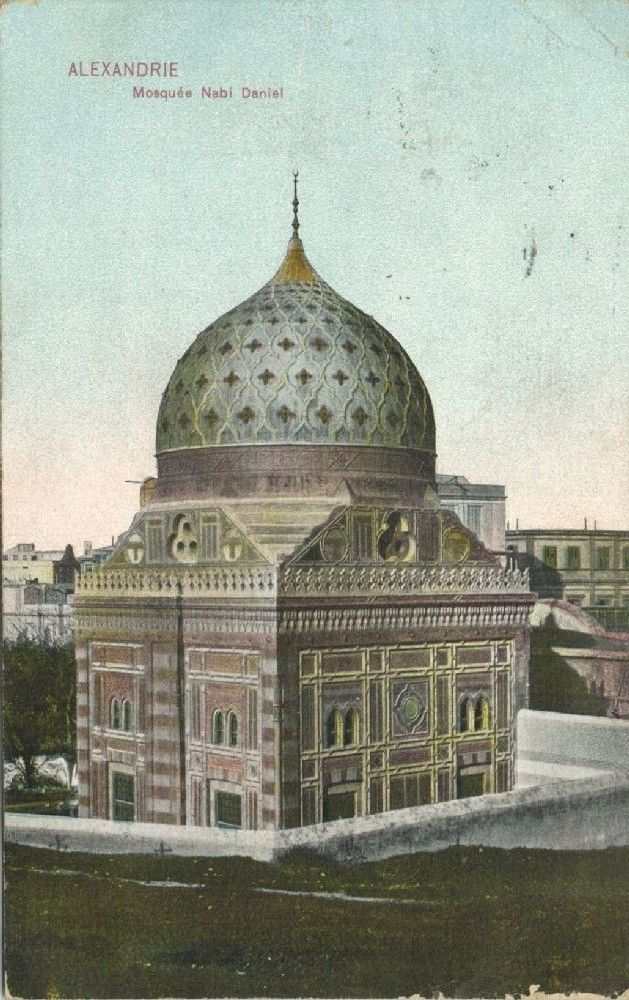
Мечеть Эль-Наби Даниель на открытке 1918 г.

По утверждению киевского архимандрита Константина, который пытался в 1803 году найти могилу Александра, до XV столетия местоположение её было хорошо известно.
Махмуд эль-Фалаки (1815—1885), составивший карту древней Александрии, полагал, что гробница Александра находится в центре города, на пересечении Виа Канопика (современный проспект Хоррея) и древней улицы с надписью R5. С тех пор несколько других учёных, таких как Тасос Нерутсос, Генрих Киперт и Эрнст фон Зиглин, помещали гробницу в том же районе.
В 1850 году появилось сообщение, что переводчик русского консульства в Каире, грек Амбруаз Скилицис, проник в подвал мечети Эль-Наби Даниель (пророка Даниила) в Александрии, построенной в 1790 году. Он спустился в узкий и темный подземный проход и увидел деревянные, съеденные червём двери. Заглянув в трещины досок, он увидел тело в стеклянном гробу. На голове была золотая диадема. Вокруг были рассыпаны папирусы и книги. После этого случая ему запретили посещать склеп. Позже, в 1879 году, каменщик случайно проломил сводчатую камеру в подвале этой мечети. Там было обнаружено несколько гранитных памятников с угловатой вершиной, но затем вход был замурован, а каменщика попросили не рассказывать про эту историю.
Профессор Каирского исламского университета Абдель Азиз в 1990 году также заявил, что, по его расчетам, гроб с телом Александра находится под руинами мечети Эль-Наби Даниэль в старой части Александрии. Эта мечеть находится в районе современной улицы пророка Даниила, на пересечении с авеню Гамаля Абдель Насера в центре города, спроектированном еще прославленным архитектором Динократом.
Многие современные исследователи считают, что мечеть пророка Даниила построена на месте мавзолея Александра. Некоторые ранние арабские историки сообщали, что они сами посещали гробницу Александра и молились в его мечети, которой мусульмане приписывали особую святость. В 1888 году Генрих Шлиман обратился за разрешением на проведение раскопок в пределах мечети Наби Даниэль, но ему было отказано.

## Раскопки

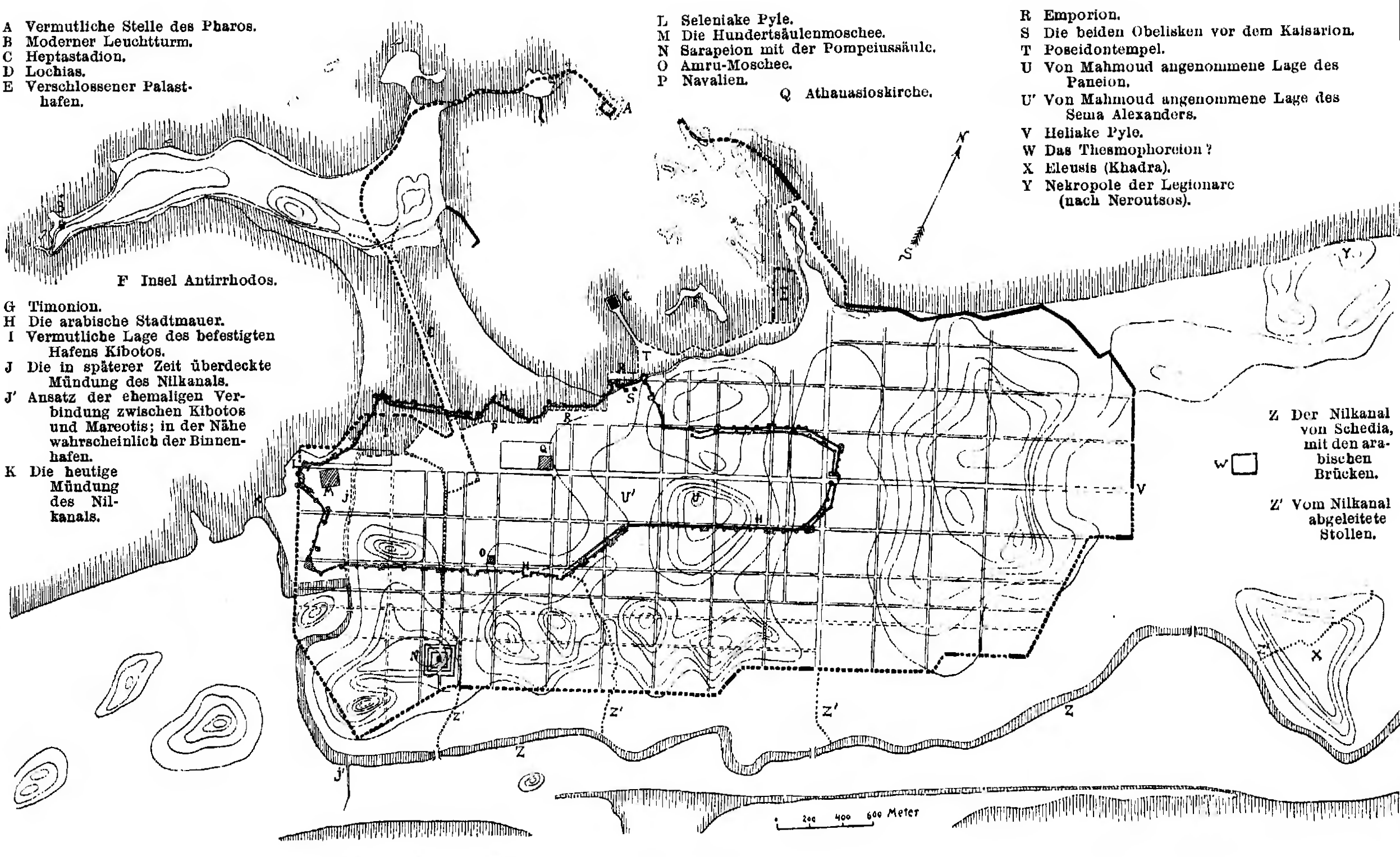
Карта Александрии 1893 года с указанием местоположения древних объектов.

Карта древней Александрии. Возможное место захоронения Александра Македонского помечено как № 7.

Служба древностей Египта официально признала более 140 попыток найти гробницу Александра.
В 1993 году Триантафиллос Папазуа развил теорию о том, что в царской гробнице II в Вергине, Греция, похоронен не Филипп II Македонский, а Александр Македонский вместе со своей женой Роксаной, в то время как его сын Александр IV похоронен в гробнице III. Также он пришёл к выводу, что нагрудник, щит, шлем и меч, найденные в гробнице II, принадлежат доспехам Александра Македонского.
В 1989 году греческий археолог Лиана Сувалиди начала раскопки в районе оазиса Сива, в древности оазис был известен как Сантария. Эксперты в области древних языков считают, что это название можно перевести как «святой арий» или интерпретировать как «место, где покоится Александр». А ещё обращает на себя внимание то, что всего в 25 километрах от оазиса есть местечко Аль-Мираки. Это название очень схоже с древнегреческим «миракиан», что переводится как «человек, который умер совсем молодым». Раскопки продолжались в течение пяти лет, в ходе которых были обнаружены остатки царского захоронения. В комплекс усыпальницы входили храм и гробница, в которой находились обломки саркофага из алебастра, изготовленного за пределами Египта и барельеф с восьмиконечной звездой. Из гробницы тайный ход вел к храму Амона-Ра. Здесь же находились три стелы с надписями на древнегреческом языке. В 1995 году Лиана Сувалиди объявила, что она идентифицировала одну предполагаемую гробницу в Сиве с гробницей Александра. Это утверждение было поставлено под сомнение тогдашним генеральным секретарём Министерства культуры Греции Георгом Томасом, который заявил, что неясно, является ли раскопанное сооружение даже гробницей. Томас и члены его команды заявили, что стиль раскопанного объекта не был, как утверждал Сувалиди, македонским, и что фрагменты табличек, которые им были показаны, не подтверждают ни один из переводов, предоставленных Сувалиди в качестве доказательства её находки. Египетские власти в конце 1996 года отозвали у Лианы Сувалиди лицензию на продолжение раскопок, обосновав это тем, что она «бездоказательно вызвала ажиотаж вокруг раскопок в Сиве». На свои многократные просьбы о разрешении продолжить работу она и поныне получает отказы.
Часть древней Александрии уже частично ушла под воду, а в море у берегов города находят остатки древних сооружений. В 1996 году французские археологи в маленькой бухте у мыса Абукира около заброшенного Восточного порта на дне моря обнаружили две гранитные статуи, монеты и ювелирные украшения, возраст которых превышает 2,5 тысячи лет, все это прекрасно сохранилось (статуи сейчас находятся в городском парке вокруг колонны Помпея). Также было найдено несколько саркофагов. Это позволило предположить, что главная часть царской резиденции находилась именно в этом месте, и среди этих достопримечательностей может находиться могила Александра Македонского, но, так как для проведения раскопок необходимо осушить бухту, то эту гипотезу в обозримом будущем проверить не удастся.
Согласно одной легенде, тело покоится в склепе под раннехристианской церковью.
Раскопки гробницы в Амфиполе вновь возобновили споры по поводу захоронения Александра. Некоторые ученые считают, что гробница была построена для Александра, но никогда не использовалась из-за Птолемея I. Другие предполагают, что римский император Каракалла, большой поклонник Александра, возможно, перевез его тело в Амфиполь в начале III века нашей эры.
12 ноября 2014 года в гробнице в Амфиполе в Греции был обнаружен скелет. Генетическая экспертиза позволит сравнить эти останки с генетическим материалом из гробницы в Вергине. Только анализ ДНК даст возможность установить, женщина или мужчина были похоронен в гробнице, а затем исследовать личность. Однако команда археологов, основываясь на находках, обнаруженных на этом месте, утверждала, что гробница была мемориалом, посвящённым близкому другу Александра Македонского Гефестиону.

## Интересные факты
- Дорофей, епископ Тирский (255—362 н. э.), когда вернулся из изгнания, заявил, что жители оазиса Сива в Египте были язычниками и поклонялись египетскому богу Амону и Александру Великому, который был похоронен там[39].
- Сисой Великий (ум. 429), который жил в Египетской пустыне в пещере, всегда изображается рядом с могилой Александра Великого, размышляя о тщетности жизни и неизбежности смерти. Согласно легенде, он знал местонахождение гробницы Александра[39].

## Комментарии
1. ↑  Речь идет об архимандрите киевского Свято-Екатеринского монастыря Синайской архиепископии, будущем константинопольском патриархе, написавшем по результатам путешествия труд «Древняя Александрия. Путешествие Киево-Екатерино-Греческого монастыря Архимандрита Константина»

## Ссылка
- Ancient Sources (англ.)
- The Lost Tomb of Alexander the Great (англ.)